# 春うた、夏うた。〜どんなときも。
『春うた、夏うた。〜どんなときも。』（はるうた、なつうた。どんなときも）は、2013年3月20日にワーナーミュージック・ジャパンから発売された槇原敬之2枚目のコンピレーション・アルバム（11枚目のベスト・アルバム）。規格品番はWPCL-11353。

## 概要
2012年11月14日発売『秋うた、冬うた。〜もう恋なんてしない』の続編。タイトル通り、春・夏に因んだ楽曲を集めた15曲入りアルバムで、全曲デジタルリマスター収録、あわせて槇原敬之の公認作品となっている。
8cmCDカップリング曲で、今日までアルバム未収録「夏のスピード」「CLASS OF 89」「キミノテノヒラ」がアルバム初収録（ただし「冬がはじまるよ」カップリング「勝利の笑顔」は未収録）。
今作は東芝EMI期の楽曲である「世界に一つだけの花」が収録されており、配信版では同曲の代わりに「髪を切る日」が収録されている（収録順は「花水木」と「No.1」の間）。

## 収録曲
| 全作詞・作曲: 槇原敬之、全編曲: 槇原敬之（特記以外）。 |                                                                            |           |            |                   |      |
| #                                                      | タイトル                                                                   | 作詞      | 作曲・編曲 | 編曲              | 時間 |
| 1.                                                     | 「遠く遠く（桜ヴァージョン）」(2001/シングル「桃」初回盤収録)              | 槇原敬之  | 槇原敬之   |                   | 4:39 |
| 2.                                                     | 「世界に一つだけの花」(2004)                                               | 槇原敬之  | 槇原敬之   |                   | 4:38 |
| 3.                                                     | 「桜坂」(1990)                                                             | 槇原敬之  | 槇原敬之   | 西平彰 & 槇原敬之 | 5:26 |
| 4.                                                     | 「LOVE LETTER」(1996)                                                      | 槇原敬之  | 槇原敬之   |                   | 5:00 |
| 5.                                                     | 「どんなときも。」(1991/3rdシングル)                                       | 槇原敬之  | 槇原敬之   |                   | 5:06 |
| 6.                                                     | 「花水木」(1994)                                                           | 槇原敬之  | 槇原敬之   |                   | 6:19 |
| 7.                                                     | 「No.1」(1993/8thシングル)                                                 | 槇原敬之  | 槇原敬之   |                   | 5:21 |
| 8.                                                     | 「キミノテノヒラ」(1994/12thシングル「SPY」C/W アルバム初収録)             | 槇原敬之  | 槇原敬之   |                   | 5:18 |
| 9.                                                     | 「雷が鳴る前に」(1992)                                                     | 槇原敬之  | 槇原敬之   |                   | 4:37 |
| 10.                                                    | 「夏のスピード」(1992/5thシングル「もう恋なんてしない」C/W アルバム初収録) | 槇原敬之  | 槇原敬之   |                   | 4:27 |
| 11.                                                    | 「SPY」(1994/12thシングル)                                                 | 槇原敬之  | 槇原敬之   |                   | 4:37 |
| 12.                                                    | 「ひまわり」(1991)                                                         | 槇原敬之  | 槇原敬之   |                   | 3:49 |
| 13.                                                    | 「CLASS OF 89」(1993/7thシングル「彼女の恋人」C/W アルバム初収録)          | 槇原敬之  | 槇原敬之   |                   | 5:34 |
| 14.                                                    | 「くもりガラスの夏」(1992)                                                 | 槇原敬之  | 槇原敬之   |                   | 4:27 |
| 15.                                                    | 「Witch Hazel」(1993)                                                      | 槇原敬之  | 槇原敬之   |                   | 5:28 |
| 16.                                                    | 「花火の夜」(2002/26thシングル)                                            | 槇原敬之  | 槇原敬之   |                   | 4:35 |
| 合計時間:                                              | 合計時間:                                                                  | 合計時間: | 79:03      |                   |      |